# Linia kolejowa Týniště nad Orlicí – Otovice zastávka
Linia kolejowa Týniště nad Orlicí – Otovice zastávka – niezelektryfikowana linia kolejowa nr 026 w Czechach, biegnąca przez kraj hradecki, z Týniště nad Orlicí do miejscowości Otovice.

## Historia
Linia kolejowa powstała jako państwowa linia drugorzędna, na mocy przepisów ustawy z 21 maja 1883 r. Została wybudowana przez sprywatyzowane austriackie przedsiębiorstwo pn. „Uprzywilejowane Austro-Węgierskie Towarzystwo Kolei Państwowej” (skrót StEG). Odcinek Broumov – Otovice wybudowano w 1876 r., a przedłużenie do Ścinawki Średniej – w kwietniu 1889 r.
Wraz ze zmianą sytuacji geopolitycznej i powstaniem Czechosłowacji w 1918 roku, szlak trafił pod zarząd Československých státních drah. Przejściowo, podczas hitlerowskiej okupacji Kraju Sudetów w latach 1938–1945 linia znajdowała się pod administracją Deutsche Reichsbahn. Po 1993 roku linią zarządzały České dráhy, a od 2003 r. wydzielony z ČD zarządca infrastruktury kolejowej: Správa železniční dopravní cesty.
Transgraniczne połączenie kolejowe Ścinawki Średniej z Broumovem powstało celem poprawy ekspedycji węgla kamiennego z noworudzkich kopalni, zaopatrujących zakłady włókiennicze po obydwu stronach granicy austriacko-pruskiej. W ruchu pasażerskim trasa miała znaczenie lokalne: w latach 1917–1935 w relacji Ścinawka Średnia – Meziměstí kursowały składy klasy 3 w liczbie 3–5 par pociągów dziennie. Podczas okupacji Kraju Sudetów istniały bezpośrednie pociągi Broumov – Kłodzko.
Na początku lat 90. ministrowie Polski i Republiki Czeskiej podpisali na Zamku Książ umowę w ramach Studium rozwoju pogranicza polsko-czeskiego. Jednym z punktów umowy było odbudowanie torów w kierunku granicy i Ścinawki Średniej, uzasadnione wcześniejszymi studiami na ten temat, wykazującymi potrzebę odbudowy trasy. Wraz z likwidacją państwowego kamieniołomu w Ścinawce Górnej w 1991 r., infrastruktura zachowana po polskiej stronie została jednak rozebrana.
Już w 1992 roku istniały plany likwidacji połączeń kolejowych między Broumovem a Otovicami. Liczba kursów z biegiem czasu była systematycznie zmniejszana. Z dniem 11 grudnia 2005 r. České dráhy zawiesiły kursowanie wszystkich pociągów (pasażerskich wagonów motorowych) w kierunku Otovic. Przyczyną była odmowa dalszego finansowania przewozów przez władze kraju hradeckiego.
Odcinek Broumov – Otovice zastávka jest jedną z kilku prowincjonalnych linii kolejowych, na których w ostatnich latach Czesi zawiesili regularne połączenia pasażerskie.

## Perspektywy
W 2009 r. spółka Strateg Capital, eksploatująca złoża melafiru z góry Gardzień po polskiej stronie granicy, odbudowała 5 kilometrów torów do Tłumaczowa, wraz ze wszystkimi obiektami inżynieryjnymi, w tym mostem nad rzeką i wiaduktem nad drogą wojewódzką. Od początku deklarowano możliwość przedłużenia torów do Czech. Sprzeciwili się temu jednak czescy samorządowcy. Sołtysi Hynčic i Otovic oponowali przeciwko transportowi kruszywa linią biegnącą przez ich miejscowości. Natomiast władze kraju hradeckiego wskazywały na zbyt szczupłe środki finansowe na reaktywację połączeń pasażerskich.